# Aburina uncinata
Aburina uncinata är en fjärilsart som beskrevs av Emilio Berio 1975. Aburina uncinata ingår i släktet Aburina och familjen nattflyn. Inga underarter finns listade i Catalogue of Life.